# Rollinia ulei
Rollinia ulei Diels – gatunek rośliny z rodziny flaszowcowatych (Annonaceae Juss.). Występuje naturalnie w Peru oraz Boliwii. 

## Morfologia
PokrójZimozielony krzew dorastający do 4 m wysokości. Młode pędy są owłosione.
LiścieMają kształt od podłużnie lancetowatego do eliptycznego lub lancetowatego. Mierzą 14–25 cm długości oraz 3–7 cm szerokości. Nasada liścia jest ostrokątna lub zbiega po ogonku. Blaszka liściowa jest całobrzega o tępym wierzchołku. Ogonek liściowy jest owłosiony i dorasta do 10–15 mm długości.
KwiatySą pojedyncze lub zebrane po 5–6 w pęczki, rozwijają się w kątach pędów. Działki kielicha mają owalny kształt. Płatki mają odwrotnie jajowaty kształt i osiągają do 8–10 mm długości.